# Butte (Alaska)
Butte ist ein census-designated place (CDP) im Matanuska-Susitna Borough in Alaska in den Vereinigten Staaten. Das Gebiet liegt zwischen dem Matanuska und dem Knik River südöstlich von Palmer und ist über den Old Glenn Highway erreichbar. Das U.S. Census Bureau hat bei der Volkszählung 2020 eine Einwohnerzahl von 3.589 ermittelt.

## Geschichte
Das Gebiet des heutigen CDPs Butte wurde von Ureinwohnern der Dena'ina-Athabasken besiedelt. Die erste Farm wurde 1917 von John Bodenberg bewirtschaftet. Zwischen 1940 und 1970 wurden mehrere Sägemühlen betrieben. Geringe Wohnungskosten, der ländliche Lebensstil sowie die Arbeitsmöglichkeiten in Anchorage trugen zum Wohlstand des CDPs bei.

## Wirtschaft
Die meisten Einwohner arbeiten im Einzugsgebiet der Städte Palmer und Wasilla oder in Anchorage. Hauptwirtschaftszweige sind die Landwirtschaft sowie der Großhandel mit landwirtschaftlichen Produkten.

## Demographie
Zum Zeitpunkt der Volkszählung im Jahre 2000 (U.S. Census 2000) hatte Butte CDP 2561 Einwohner auf einer Landfläche von 104,3 km². Das Durchschnittsalter betrug 36,2 Jahre (nationaler Durchschnitt der USA: 35,3 Jahre). Das Pro-Kopf-Einkommen (engl. per capita income) lag bei US-Dollar 22.522 (nationaler Durchschnitt der USA: US-Dollar 21.587). 9,8 % der Einwohner lagen mit ihrem Einkommen unter der Armutsgrenze (nationaler Durchschnitt der USA: 12,4 %). 27,5 % der Einwohner sind deutschstämmig.